# Comuna Căteasca, Argeș
Căteasca (în trecut, Căteasca-Popești) este o comună în județul Argeș, Muntenia, România, formată din satele Catanele, Căteasca (reședința), Cireșu, Coșeri, Gruiu, Recea și Siliștea.

## Așezare
Comuna Căteasca este situată în partea de sud-est a județului, în câmpia înaltă a Piteștiului, pe malul drept al Argeșului  și pe malurile Neajlovului. Este străbătută de autostrada București–Pitești, pe care este deservită de două ieșiri, etichetate „Căteasca” și „Cireșu”, prima dintre care dă în șoseaua județeană DJ703B, drum care o leagă spre nord de Leordeni (unde se termină în DN7) și spre sud-vest de Rociu, Costești (unde se intersectează cu DN65A), Lunca Corbului (unde se intersectează cu DN65), apoi în județul Olt la Bărăști și mai departe înapoi în județul Argeș la Vedea (unde se intersectează cu DN67B), Uda și Morărești. La Căteasca, acest drum se intersectează cu șoseaua județeană DJ702G, care o leagă spre nord-vest de Pitești (unde se termină în autostrada A1) și spre sud-est de Rătești și mai departe în județul Dâmbovița de Crângurile și Petrești (unde se termină în DN61). Tot din DJ703B, lângă Căteasca se ramifică și șoseaua județeană DJ508, care duce spre sud la Rătești, Teiu și Negrași.
Comuna Căteasca este situată la o distantă de 20 km de municipiul Pitești și la 10 km de orașul Topoloveni. 
Autostrada București-Pitești asigură legătura comunei cu reședința județului, iar prin drumul Căteasca-Leordeni se face legătura cu orașele Topoloveni și Găești. Cea mai apropiată stație de cale ferată se află la 5 km (gara Leordeni), pe linia București-Pitești-Timișoara.

## Sit arheologic
Existența anterioară a unei comunități umane pe teritoriul actual al localității Căteasca este atestată prin uneltele din silex aparținând culturii de prund, atribuite tipologic perioadei paleoliticului inferior, iar, pe teritoriul satului Recea, prin tumulii datând din epoca bronzului.

## Toponimie
Căteasca - toponim social format pe baza unui antroponimic feminin, cu dublă semnificație: soția lui Cătea - nume atestat documentar sau moșia acestuia. 
Cătanele - toponim social relevând existența unor categorii de locuitori cu situație specială în organizarea statală; format din pluralul substantivului cătană - soldat, ostaș 
Cireșu - toponim topografic provenit din apelativul cireș. "La marginea satului era un cireș bătrân, înalt, cu cireșe amare".  
Coșeri - toponim indicând ocupația specifică care confecționau, din răchită, coșuri pentru căruțe.  
Gruiu - toponim topografic provenit din apelativul grui - pisc sau coastă de deal; colină, movilă.  
Recea - toponim topografic provenit din apelativul de origine bulgară reka - pârâu.  
Siliștea - toponim social format din apelativul siliște - ruinele sau așezarea unui fost sat.

## Relieful
Relieful Comunei Căteasca este alcătuit din Câmpia înaltă a Piteștiului, brăzdată de luncile largi ale râului Argeș și parțial ale Neajlovului. 
În subsol se găsesc zăcăminte de țiței, iar pe albia râului Argeș rezerve de agregate pentru construcții.

## Clima
Teritoriul comunei Căteasca se încadrează în climatul de câmpie în care radiațiile solare și media anuală de temperatură ating valorile cele mai ridicate din țară:125.000 cal/cm pătrat și 10 - 11 grade C. 
Precipitațiile sunt slabe atingând 350-600 mm/an. 
Luna cea mai caldă este iulie, iar cea mai rece ianuarie. 

## Hidrografia
Rețeaua hidrografică de pe suprafața comunei aparține bazinului hidrografic al râului Argeș. 
Pe teritoriul comunei Căteasca, pănza freatică se află la adâncimi mari, la aproximativ 15-20 m. Pe văile pâraielor Mozac, Neajlov și Neajlovel apa freatică se află la adâncimi cuprinse între 4 și 7 m.

## Flora și fauna
De-a lungul cursurilor de apă, vegetația este formată din arin negru, salcie și plop. 
În zonele inundate predomină stuful, papura, pipirigul, limbarița, floare de nu mă uita, buzduganul de apă, rourica. 
Se cultivă grâu, porumb, rapiță, floarea soarelui. 
Fauna comunei reflectă condițiile de relief și vegetație: vulpea, viezurele, mistrețul, veverița, șoarecele gulerat, căprioara, dihorul, nevăstuica, jderul de copac, ariciul, iepurele. 
Păsările numără peste 200 de specii, dintre care: corcodelul mare, corcodelul mic, egreta mare, lebăda de vară, rața mare, rața cu cap castaniu, găinușa de baltă, lișița, nagâțul, pescărușul argintiu etc. 
Reptilele sunt reprezentate de: gușterul, șopârla cenușie, șarpele de sticlă, șarpele de casă, șarpele de apă, șarpele de alun, broasca țestoasă de apă.

## Demografie
Componența etnică a comunei Căteasca
     Români (95,98%)
     Necunoscut (3,22%)
     Altă etnie (0,79%)
Componența confesională a comunei Căteasca
     Ortodocși (93,13%)
     Penticostali (3,17%)
     Necunoscută (3,22%)
     Altă religie (0,47%)
La 1 iulie 1970, populația Comunei Căteasca era de 4271 locuitori, dintre care 2094 bărbați și 2177 femei.
Conform 
recensământului efectuat în 2011, populația comunei Căteasca se ridică la 4.006 locuitori, în creștere față de recensământul anterior din 2002, când se înregistraseră 3.751 de locuitori. Majoritatea locuitorilor sunt români (95,98%). Pentru 3,22% din populație, apartenența etnică nu este cunoscută.
Din punct de vedere confesional, majoritatea locuitorilor sunt ortodocși (93,14%), cu o minoritate de penticostali (3,17%). Pentru 3,22% din populație, nu este cunoscută apartenența confesională.

## Politică și administrație
Comuna Căteasca este administrată de un primar și un consiliu local compus din 13 consilieri. Primarul, Florian-Liviu Năstase[*], de la Partidul Social Democrat, este în funcție din octombrie 2020. Începând cu alegerile locale din 2024, consiliul local are următoarea componență pe partide politice:
|  | Partid                          | Consilieri | Componența Consiliului | Componența Consiliului | Componența Consiliului | Componența Consiliului | Componența Consiliului | Componența Consiliului | Componența Consiliului |
|  | ------------------------------- | ---------- | ---------------------- | ---------------------- | ---------------------- | ---------------------- | ---------------------- | ---------------------- | ---------------------- |
|  | Partidul Social Democrat        | 7          |                        |                        |                        |                        |                        |                        |                        |
|  | Partidul Național Liberal       | 3          |                        |                        |                        |                        |                        |                        |                        |
|  | Alianța pentru Unirea Românilor | 3          |                        |                        |                        |                        |                        |                        |                        |

## Istorie
Satul Siliștea, care în trecut era cunoscut sub numele de Cacaleți, are cea mai veche atestare documentară din comună. În perioada 26 septembrie 1594 - ianuarie 1595, se întărește o proprietate în urma unei judecăți, printr-un act dat de Mihai Viteazul.
La sfârșitul secolului al XIX-lea, comuna purta denumirea de Căteasca-Popești, făcea parte din plasa Gălășești a județului Argeș și era formată din satele Căteasca (fost Tufeanca), Coșarele și Popești, având în total 486 de locuitori. Existau în comună o biserică și o școală rurală. La acea vreme, pe teritoriul actual al comunei mai funcționau în aceeași plasă și comunele Cacaleți-Cireșu și Cacaleții de Jos. Comuna Cacaleți-Cireșu era formată din satele Cacaleți (Cacaleții de Sus sau Siliștea) și Cireșu, cu 824 de locuitori, și avea două biserici vechi și o școală rurală mixtă. Comuna Cacaleții de Jos, cu satele Cacaleții de Jos și Gruiu, avea 630 de locuitori, două biserici și o școală rurală mixtă.
Anuarul Socec din 1925 consemnează comunele în plasa Dâmbovnic a aceluiași județ. Comuna Căteasca avea aceeași alcătuire, și 917 locuitori; Celelalte două comune fuseseră comasate sub numele de Gruiu, având 2240 de locuitori în satele Cacaleții de Jos, Cacaleții de Sus (reședința), Cireșu și Gruiu.
În 1950, comunele au fost arondate raionului Topoloveni și apoi (după 1952) raionului Pitești din regiunea Argeș, în această perioadă satele Cacaleții de Jos și Cacaleții de Sus fiind contopite și formând satul Siliștea, iar comuna Căteasca preluând și satele Catanele și Zeama Rece de la comuna Oarja. Satul Zeama Rece a primit în 1964 denumirea de Recea. În 1968, comunele au revenit la județul Argeș, reînființat. Tot atunci, comuna Siliștea a fost desființată, satele ei trecând la comuna Căteasca, iar satul Popești a fost desființat și comasat cu satul Căteasca.

### Războiul de independență
În războiul de la 1877-1878, soldații argeșeni au fost încadrați în Batalionul 1 Dorobanți Argeș, care alături de Batalionul 2 Muscel, au alcătuit Regimentul 4 Dorobanți Argeș, creat la 1 ianuarie 1876. 
Regimentul 4 Argeș s-a deplasat la Calfat, unde a apărat un sector al Dunării, de 20 de km, între localitățile Cetate și Ciuperceni. Trecând Dunărea, soldații argeșeni au participat la luptele de la Grivița, Plevna, Rahova, Smârdan, contribuind la obținerea independenței României.

### Primul Război Mondial
La luptele din Primul Război Mondial, din perioada 1916-1918, au participat și soldați din comuna Căteasca. Unii s-au întors răniți, iar alții au rămas pe câmpul de luptă. 
Inaugurarea unui monument în memoria eroilor căzuți s-a făcut odată cu a localului de școală, la 13 mai 1926.

### Al Doilea Război Mondial
În anul 2009 s-au creat condiții pentru realizarea unui monument închinat eroilor căzuți în Primul și Al Doilea Război Mondial. Pe fața de sud este inscripția: "Glorie nepieitoare eroilor și înaintașilor noștri", urmată de numele a 31 de eroi căzuți în Primul Război Mondial. Pe latura de est sunt trecuți 14 eroi, iar pe laturile de vest și nord sunt trecuți 49 de vetreani din Al Doilea Război Mondial.

## Agricultura

### Reforma agrară din 1864
La reforma agrară din anul 1864, din timpul domniei lui Al. Ioan Cuza, în comuna Cacaleții de Jos au fost împroprietăriți 5 țărani cu 45 de pogoane și 10 prăjini de pe moșia lui Dimitrie Brătianu și alți 26 de țărani cu locuri de casă și grădină.
La 21 februarie 1865, în comuna Căteasca-Popești, au fost împroprietăriți 54 de țărani cu 397 pogoane și 12 prăjini, iar 16 țărani cu locuri de casă și grădină, moșiile aparținând colonelului Atanase Călinescu și fraților Golescu (Radu, Alexandru și Dumitru), descendenții lui Iordache.

### Reforma agrară din 1921
Potrivit datelor furnizate de primarul C. Zamfirescu și notarul R. Rădulescu, între anii 1895-1896, în comuna Căteasca-Popești, existau doi mari proprietari: principele Ion Ghica (n. 1816-1897), cu domiciliul în conuma Ghergani, județul Dâmbovița, cu o proprietate în cătunul Căteasca și moștenitorii G. Golescu, care dețineau moșia Tompa în cătunul Căserile. 
În anul 1921, cu ocazia lucrărilor reformei agrare, apar ca proprietari doar familia Zamfireștilor.

### Reforma agrară din 1945
Conform legii nr. 187 din 23 martie 1945, Comitetul de Reformă Agrară din Siliștea a întocmit un tabel cu 35 de persoane îndreptățite la împroprietărire, pe moșia expropriată a lui R. Bălteanu. Cei împroprietăriți erau: invalizi, luptători, mobilizați, concentrați contra Germaniei hitleriste, orfani și văduve contra războiului contra Germaniei, orfani, văduve, invalizi din orice război, țărani fără pământ, clăcași și dijmași, țărani cu pământ puțin. 

### Colectivizarea agriculturii
Partidul comunist și-a propus ca în politica de colectivizare să-i sprijine pe țăranii săraci, să realizeze o alianță cu cei mijlocași și să declanșeze un război fără cruțare împotriva chiaburilor. 
În 1948 s-a adoptat legea naționalizării înteprinderilor industriale miniere, de transport și asigurări, menită să lighideze proprietatea privată.

### Cooperativa Agricolă de Producție Căteasca (C.A.P. Căteasca)
Procesul de întovărășire a țărănimii din comuna Căteasca s-a lovit peste tot de reticența țăranilor. 
În anul 1959, suprafața de teren intrată în întovărășire a rămas în continuare mică. În anul 1963, suprafața de teren lucrată în regim G.A.S s-a dublat, ajungând la 1423 ha.  
Între anii 1963-1970, G.A.S Căteasca a organizat două sectoare: agricol și zootehnic.  
Sectorul agricol dispunea în 1963 de o suprafață de 1423,23 ha. Sectorul zootehnic era axat pe creșterea taurinelor, porcinelor, ovinelor și puilor.
În anul 1970, comuna dispunea de o suprafață agricolă de 6612 ha. (6128 ha. teren arabil, 264 ha. pășuni și fânețe, 88 ha., vii și 132 ha. livezi de pomi). O mare parte din terenul arabil era cultivat cu cereale pentru boabe, în special grâu și porumb, iar pe suprafețele mai mici se cultiva legume și cartofi. 
Fondul forestier ocupa 761 ha. 
La începutul anului 1971, efectivul de animale era de 3924 bovine, 2870 porcine, 1717 ovine, 151 cabaline, 25707 păsări și 202 familii de albine.

### PROPACT România
În data de 10 mai 1993, la inițiativa prof. Dan Drăghici, a luat ființă, la Căteasca primul Sindicat Național al Țărănimii Române. 
În perioada 1993-2009 PROPACTUL avea peste 250.000 de membri cu adeziune și peste 500.000 de simpatizanți din toate județele țării.  
PROPACTUL a fost prezent la peste 70 de simpozioane, congrese, reuniuni ale U.E., ale Consiliului Economic și Social al Comunității Europene, ale celor mai mari sindicate agricole din Europa și din lume.

## Școala
La 9 martie 1839, în plasa Gălășești, de care aparțineau și satele actualei comune Căteasca, erau deschise 11 școli, totalizând 157 de școlari. 
La 19 noiembrie 1842, în plasa Gălășeștilor erau 24 de școli. 
În anul 1865 s-a întocmit o listă cu populația comunelor și numărul de copii care puteau să meargă la școală. Comuna Cătești-Popești avea 119 familii și 26 de copii care învățau la școala comunală, aflată în satul Popești. 
În anul 1919, prin Decretul 3138, s-a hotărât înființarea unui comitet școlar, în fiecare comună, care se ocupa cu construirea și repararea locarurilor de școală, dotarea cu mobilier și aprovizionarea cu cele necesare.
În anul școlar 1970-1971, în comună funcționau 6 grădinițe de copii și 7 școli, în care învățau 150 copii și 660 elevi. Instruirea preșcolarilor și a elevilor era asigurată de 28 de cadre didactice.

## Biblioteca Comunală
Biblioteca din comuna Căteasca funcționează în aceeași clădire cu Căminul Cultural. Fondul este format din 9,154 de volume de cărți din toate domeniile. Fondul de carte se actualizează permanent prin achiziționare din fondurile primăriei și prin donații. 
Biblioteca publică organizează prezentări de carte, lectură publică, montaje literare, recomandări de cărți etc. 

## Biserica
Într-o schiță monografică, întocmită de învățătorul Gheorghe Zamfirescu, a menționat că, între anii 1866-1868, familia Din Cojocaru a construit o biserică din cărămidă, cu turlă. 
În anul 1909, este menționat, într-un anuar, că preotul paroh Vintilescu Marin, născut la 22 iulie 1852, păstorește biserica parohială Nașterea Maicii Domnului din Parohia Popești, comuna Căteasca-Popești. Biserica din zid a fost construită între anii 1866-1869 și a fost reparată în parte între anii 1888-1899.   
La 9 iunie 1937, preotul paroh din Popești, Ion Drăghici, a solicitat sprijin la Ministerul Lucrărilor Publice și Comunicațiilor, pentru construirea unei biserici noi.    
Noua biserică era amplasată în aceeași curte cu cea veche, clădită între anii 1866-1869.    
Este construită în formă de cruce, cu trei turle. Catapeteasma a fost pictată de Dumitru Norocea din Curtea de Argeș. Pictura bisericii s-a terminat în 1956, fiind executată de Eremia Protera. Clopotul a fost oferit de familia Constantin C. Zamfirescu. Biserica a fost sfințită la 11 noiembrie 1956, de către arhiereul vicar Teoctist Botoșeneanul, viitorul patriarh al Bisericii Ortodoxe Române, primind hramul Nașterea Maicii Domnului.
Bisericile ortodoxe din comună sunt „înveștmântate” cu picturi murale de un rafinament artistic deosebit:
- Biserica Catanele a fost ctitorită în anul 1926 de către enoriașul parohiei. Intervențiile de consolidare au vizat îmbunătățirea cu centuri metalice (1941).
- Biserica Cireșu (1877) a fost ctitorită de enoriașii parohiei Cireșu, clăcași pe moșia boierilor Golești. Intervențiile de consolidare au vizat refacerea bolților (1966).
- Biserica Gruiu (1866-1871) a fost ctitorită de preot Gheorghe Popescu și enoriașii parohiei. Intervențiile de restaurare au vizat repararea acoperișului (1964).
- Biserica Popești-Căteasca (1937-1956) a fost ctitorită cu cheltuiala enoriașilor din parohie, cu contribuția pr. Ion Drăghici și a prezbiterei Maria.
- Biserica Siliștea (Cacaleți) a fost ctitorită de lt. colonel Dan Badea în anul 1870.     

## Specific arhitectural
Arhitectura populară tradițională se caracterizează prin frecvența locuințelor țărănești edificate pe temeie de lemn, cu pereții din grădele de nuiele, peste care s-a aplicat un strat de „pomosteală” din pământ. Casele sunt prevăzute cu sală dispusă pe fațada principală, având stâlpi de lemn simpli, neornamentați. Exemplare rare de construcții aparținând populației prezentau un plan dezvoltat pe două niveluri și se caracterizau printr-o decorație în stucatură.

## Specific etnocultural. Portul popular
Portul popular din comuna Căteasca prezintă caracteristici specifice județului Muscel, la care s-au adăugat elemente de șes. 
Portul popular femeiesc cu zăvelci era compus din căpeneag din bumbac sau marchizet, cusut cu motive geometrice, fustă sau poale din patru sau mai mulți clini și două zăvelci din lână roșie. Pe marginea zăvelcilor este atașată o dantelă neagră croșetată. Peste căpeneag se îmbracă mureaua din catifea cu aplicații florale. Pe cap se punea testemel sau dormea neagră, iar în zilele se sărbătoare se purta marama. În picioare purtau ciorapi de lână și opinci.
Portul popular bărbătesc este cuprins din piesele: nădragi din dimie albă sau izmene din cânepă sau bumbac cu năvăditori și pantaloni cu șai de sărbătoare, cămeșoiul din bumbac, cămașa cusută în motive geometrice cu arnici multicolor sau din test, purtată la lucru; vestă neagră, pălărie cu boruri mari, opinci cu obiele. Iarna bărbații purtau mintene și pe cap purtau căciuli. 

## Memento
- CORDAȘ Benone-Andrei (1967-1989) - Erou martir al Revoluției anticomuniste din 1989; împușcat mortal pe Șoseaua antiaeriană; înhumat la Coșeri. Sublocotenent post-mortem.
- BADEA Dan (1824 - ?) - locotenent colonel, a luat parte la bătălia pompierilor din Dealu Spirii cu turcii (1848); comandant al Corpului de pompieri din București (1868), comandantul Divizionului de pompieri al detașamentelor: Ploiești, Buzău, Giurgiu, participant activ la Războiul de Independență (1877-1878).
- BĂNUȚĂ Ion (1914-1986), născut în Siliștea - poet, editor; autorul volumelor: Cetatea tăcerii (1946), Izvoare (1956), La hotarul dintre lumii (1960), Am rechemat iubirea (1962), Scrisoare către anul 2000 (1963); din ciclul panoramelor: Panorama efemeridelor (1967), Panorama templului meu (1968), Panorama sărutului (1969), Panorama focului albastru (1972), Panorama iubirii zugravului (1974), Panorama dublului meu (1976), Panorama-n dor de Domnișoara Pogany (1977)ș.a.
- VINTILESCU Petre (1887-1974), teolog, profesor universitar. Autorul lucrărilor: Cultul și ereziile (1926), Istoria Bisericii Ortodoxe Române (1930), în colaborare; Liturghiile bizantine privite istoric în structura și rânduiala lor (1943), Arhitectura bizantină în Principatele Române (1967) ș.a.[43]

## Balta Căteasca
Balta Căteasca este un loc de relaxare, agrement și pescuit sportiv, cu regim privat. Specii existente de peștii: caras, crap, ten.